# The Voice Senior (quarta edizione)
La quarta edizione di The Voice Senior è andata in onda in prima serata su Rai 1 dal 16 febbraio al 5 aprile 2024 per sette puntate con la conduzione di Antonella Clerici.
Novità di quest'edizione, oltre l'ingresso della nuova coach Arisa che subentra al posto dei Ricchi e Poveri, è l'introduzione di un nuovo tasto argentato, denominato Seconda Chance, il quale consente ad ogni coach di far esibire di nuovo un concorrente nel caso in cui la sua prima performance non abbia convinto nessun coach. Come il tasto Blocco, è utilizzabile una sola volta nel corso delle Blind Auditions.
L'edizione è stata vinta da Diana Puddu, concorrente del Team Gigi.

## Team
Legenda
- Vincitore
- Secondo classificato
- Terzo classificato
- Quarto classificato

- Eliminato nei Cut
- Eliminato ai Knock Out
- Eliminato alla finale

| Coach                                  | Coach          | Artisti           | Artisti             | Artisti                  | Artisti              | Artisti                    | Artisti              |
|                                        | Arisa          | Mario Rosini      | Bartolomeo Iossa    | Donatella Pandimiglio    | Filippo Lico         | Elisabetta Candelieri      | Annarita Delli Ponti |
| Gabriella Ferlito                      | Arisa          | Antonio Martini   | Donatella Chiabrera | Massimiliano Rigacci     | Marida Semiglia      | Maria Gabriella Zappacosta |                      |
|                                        | Clementino     | Sonia Zanzi       | Giuseppe Maragno    | Gianluca Calzolari       | Vincenzo Biascioli   | Bernardo Lanzetti          | Ciro Sciallo         |
| Gianfranco Grottoli e Andrea Vaschetti | Clementino     | Rita Begher       | Francesco Scarcelli | Leonardo Dotto De' Dauli | Vito Colella         | Luigi Gebiola              |                      |
|                                        | Gigi D'Alessio | Diana Puddu       | Luca Minnelli       | Benito Madonia           | Paola Battistata     | Danilo Amerio              | Marcello Domenichini |
| Cristiana Ameli                        | Gigi D'Alessio | Roberto Catanzaro | Massimo Malfatti    | Antonello Tonna          | Marcello Manu        | Larry Franco               |                      |
|                                        | Loredana Bertè | Vittorio Centrone | Sandro Bertoldini   | Claudia Bruni            | Antonella Grattarola | Angela Bini                | Gigi Cifarelli       |
| Antonella Clementi                     | Loredana Bertè | Luisa Capaccioli  | Roberto Testini     | Marco Massa              | Enrico Pogorelz      | Agostino Bucci             |                      |

## Blind Auditions
Nelle cinque puntate di Blind Auditions i coach dovranno scegliere dodici concorrenti per team, di cui solo la metà si qualificheranno ai Knock Out.
- Il coach preme il bottone I Want You
- L'artista è definitivamente eliminato perché nessun coach preme il bottone I Want You e neanche il tasto Seconda Chance.
- Il coach preme il tasto "Seconda Chance" e permette all'artista di esibirsi nuovamente.
- L'artista viene scelto per far parte della squadra di questo coach
- L'artista sceglie di far parte della squadra di questo coach

- Blocco esercitato da Arisa
- Blocco esercitato da Clementino
- Blocco esercitato da Gigi D'Alessio
- Blocco esercitato da Loredana Bertè

### Prima puntata
| Ordine | Artista                                | Canzone (cantante originale)             | Scelte di coach e/o artisti | Scelte di coach e/o artisti | Scelte di coach e/o artisti | Scelte di coach e/o artisti |
| Ordine | Artista                                | Canzone (cantante originale)             | Arisa                       | Clementino                  | Gigi D'Alessio              | Loredana Bertè              |
| ------ | -------------------------------------- | ---------------------------------------- | --------------------------- | --------------------------- | --------------------------- | --------------------------- |
| 1      | Paola Battistata                       | Grande, grande, grande (Mina)            |                             |                             |                             | -                           |
| 2      | Bartolomeo Iossa                       | Hey Man (Zucchero)                       |                             |                             |                             |                             |
| 3      | Cristiana Ameli                        | What a Wonderful World (Louis Armstrong) |                             |                             |                             |                             |
| 4      | Sonia Zanzi                            | Bette Davis Eyes (Kim Carnes)            |                             |                             |                             |                             |
| 5      | Mario Rosini                           | Ritornerai (Bruno Lauzi)                 |                             |                             |                             |                             |
| 6      | Maurizio Montanari                     | Quando quando quando (Tony Renis)        | -                           | -                           | -                           | -                           |
| 7      | Vittorio Centrone                      | Heroes (David Bowie)                     |                             |                             |                             |                             |
| 8      | Antonella Grattarola                   | Se perdo te (Patty Pravo)                |                             | -                           | -                           |                             |
| 9      | Michele Ciuffreda                      | In cerca di te (Natalino Otto)           |                             | -                           | -                           | -                           |
| 10     | Vincenzo Biascioli                     | Gold (Spandau Ballet)                    |                             |                             |                             |                             |
| 11     | Gianfranco Grottoli e Andrea Vaschetti | Canzone intelligente (Cochi e Renato)    |                             |                             | -                           | -                           |

### Seconda puntata
- Esibizione dell'ospite: Patty Pravo con ...E dimmi che non vuoi morire.

| Ordine | Artista                  | Canzone (cantante originale)      | Scelte di coach e/o artisti | Scelte di coach e/o artisti | Scelte di coach e/o artisti | Scelte di coach e/o artisti |
| Ordine | Artista                  | Canzone (cantante originale)      | Arisa                       | Clementino                  | Gigi D'Alessio              | Loredana Bertè              |
| ------ | ------------------------ | --------------------------------- | --------------------------- | --------------------------- | --------------------------- | --------------------------- |
| 1      | Roberto Catanzaro        | E se domani (Mina)                |                             |                             |                             |                             |
| 2      | Rita Begher              | Zingara (Iva Zanicchi)            | -                           |                             | -                           | -                           |
| 3      | Filippo Lico             | Georgia on My Mind (Ray Charles)  |                             |                             |                             |                             |
| 4      | Diana Puddu              | Ti sento (Matia Bazar)            |                             |                             |                             |                             |
| 5      | Giuseppe Maragno         | Suspicious Minds (Elvis Presley)  |                             |                             |                             |                             |
| 6      | Enrico Dalceri           | L'immensità (Don Backy)           | -                           | -                           | -                           | -                           |
| 7      | Antonella Clementi       | La vie en rose (Édith Piaf)       |                             |                             |                             |                             |
| 8      | Gabriella Ferlito        | Sei nell'anima (Gianna Nannini)   |                             |                             | -                           | -                           |
| 9      | Leonardo Dotto De' Dauli | Just the Two of Us (Bill Withers) | -                           |                             | -                           | -                           |
| 10     | Francesco Scarcelli      | Perdere l'amore (Massimo Ranieri) | -                           |                             | -                           | -                           |
| 11     | Luisa Capaccioli         | Hit the Road Jack (Ray Charles)   |                             |                             |                             |                             |

### Terza puntata
| Ordine | Artista                  | Canzone (cantante originale)                                           | Scelte di coach e/o artisti | Scelte di coach e/o artisti | Scelte di coach e/o artisti | Scelte di coach e/o artisti |
| Ordine | Artista                  | Canzone (cantante originale)                                           | Arisa                       | Clementino                  | Gigi D'Alessio              | Loredana Bertè              |
| ------ | ------------------------ | ---------------------------------------------------------------------- | --------------------------- | --------------------------- | --------------------------- | --------------------------- |
| 1      | Antonio Martini          | Amore bello (Claudio Baglioni)                                         |                             |                             |                             |                             |
| 2      | Gianluca Calzolari       | Through the Barricades (Spandau Ballet)                                |                             |                             |                             | -                           |
| 3      | Elisabetta Candelieri    | Tu sì 'na cosa grande (Domenico Modugno)                               |                             |                             | -                           | -                           |
| 4      | Luigino Miglioranzi      | Che vuole questa musica stasera (Peppino Gagliardi, Armando Trovajoli) | -                           | -                           |                             | -                           |
| 5      | Donatella Chiabrera      | Diamonds Are a Girl's Best Friend (Marilyn Monroe)                     |                             |                             | -                           | -                           |
| 6      | Danilo Amerio            | Scrivimi (Nino Buonocore)                                              |                             |                             |                             |                             |
| 7      | Sandro Bertoldini        | Rock and Roll (Led Zeppelin)                                           |                             |                             |                             |                             |
| 8      | Rosanna Chirco           | Il tuo bacio è come un rock (Adriano Celentano)                        | -                           | -                           | -                           | -                           |
| 9      | Massimo Malfatti         | Candy (Paolo Nutini)                                                   |                             |                             |                             |                             |
| 10     | Massimiliano Rigacci     | Disperato (Marco Masini)                                               |                             | -                           |                             | -                           |
| 11     | Leonardo Dotto De' Dauli | She Came In Through The Bathroom Window (Joe Cocker)                   |                             |                             |                             |                             |
| 12     | Benito Madonia           | Alleria (Pino Daniele)                                                 |                             |                             |                             |                             |
| 13     | Roberto Testini          | Corazon Espinado (Santana)                                             |                             |                             |                             |                             |

### Quarta puntata
| Ordine | Artista              | Canzone (cantante originale)                         | Scelte di coach e/o artisti | Scelte di coach e/o artisti | Scelte di coach e/o artisti | Scelte di coach e/o artisti |
| Ordine | Artista              | Canzone (cantante originale)                         | Arisa                       | Clementino                  | Gigi D'Alessio              | Loredana Bertè              |
| ------ | -------------------- | ---------------------------------------------------- | --------------------------- | --------------------------- | --------------------------- | --------------------------- |
| 1      | Angela Bini          | Sono solo parole (Noemi)                             |                             | -                           |                             |                             |
| 2      | Antonello Tonna      | Piazza Grande (Lucio Dalla)                          |                             |                             |                             | -                           |
| 3      | Annarita Delli Ponti | Beautiful That Way (Noa)                             |                             |                             |                             | -                           |
| 4      | Marco Massa          | O Que Serà (Chico Buarque de Hollanda)               |                             |                             | -                           |                             |
| 5      | Brian Bullard        | Father and Son (Cat Stevens)                         | -                           | -                           | -                           | -                           |
| 6      | Bernardo Lanzetti    | Impressioni di settembre (Premiata Forneria Marconi) |                             |                             |                             |                             |
| 7      | Claudia Bruni        | I Will Survive (Gloria Gaynor)                       |                             | -                           | -                           |                             |
| 8      | Ciro Sciallo         | Quanno chiove (Pino Daniele)                         |                             |                             |                             |                             |
| 9      | Marcello Manu        | Just a Gigolo (Louis Prima)                          | -                           | -                           |                             | -                           |
| 10     | Larry Franco         | Buonasera signorina (Fred Buscaglione)               | -                           |                             |                             | -                           |
| 11     | Michele Ciuffreda    | Tutto quello che un uomo (Sergio Cammariere)         | -                           | -                           | -                           | -                           |
| 12     | Marida Semiglia      | Testarda io (Iva Zanicchi)                           |                             | -                           | -                           | -                           |
| 13     | Enrico Pogorelz      | Unchain My Heart (Joe Cocker)                        |                             |                             |                             |                             |

### Quinta puntata
| Ordine | Artista                    | Canzone (cantante originale)                   | Scelte di coach e/o artisti | Scelte di coach e/o artisti | Scelte di coach e/o artisti | Scelte di coach e/o artisti |
| Ordine | Artista                    | Canzone (cantante originale)                   | Arisa                       | Clementino                  | Gigi D'Alessio              | Loredana Bertè              |
| ------ | -------------------------- | ---------------------------------------------- | --------------------------- | --------------------------- | --------------------------- | --------------------------- |
| 1      | Luca Minnelli              | Con te partirò (Andrea Bocelli)                |                             | -                           |                             |                             |
| 2      | Maria Gabriella Zappacosta | I Just Can't Stop Loving You (Michael Jackson) |                             | -                           | -                           | -                           |
| 3      | Elena Lastrucci            | Ovunque sarai (Irama)                          | -                           | -                           | -                           | -                           |
| 4      | Vito Colella               | Nessuno al mondo (Peppino Di Capri)            |                             |                             | -                           | -                           |
| 5      | Gigi Cifarelli             | L-O-V-E (Nat King Cole)                        |                             | -                           | -                           |                             |
| 6      | Carlo Labruna              | Il mondo (Jimmy Fontana)                       | -                           | -                           | -                           | -                           |
| 7      | Donatella Pandimiglio      | La voce del silenzio (Mina)                    |                             |                             |                             |                             |
| 8      | Marcello Domenichini       | Bimba se sapessi (Sergio Caputo)               | N.D.                        |                             |                             |                             |
| 9      | Luigino Miglioranzi        | Scende la pioggia (Gianni Morandi)             | N.D.                        | -                           | N.D.                        | -                           |
| 10     | Agostino Bucci             | I Got You (I Feel Good) (James Brown)          | N.D.                        | -                           | N.D.                        |                             |
| 11     | Luigi Gebiola              | Vent'anni... (Massimo Ranieri)                 | N.D.                        |                             | N.D.                        | N.D.                        |

### Bilancio Blind
| Coach          | Numero di Volte: | Numero di Volte: | Numero di Volte: | Numero di Volte:   | Numero di Volte: | Numero di Volte: | Numero di Volte: |
| Coach          | Totale Buzz      | Scelte           | Buzz da solo     | Blocchi effettuati | Blocchi ricevuti | Rifiuti          | No Buzz          |
| -------------- | ---------------- | ---------------- | ---------------- | ------------------ | ---------------- | ---------------- | ---------------- |
| Arisa          | 41               | 12               | 2                | 1                  | 0                | 29               | 13               |
| Clementino     | 38               | 12               | 3                | 1                  | 1                | 26               | 20               |
| Gigi D'Alessio | 33               | 12               | 1                | 1                  | 1                | 21               | 22               |
| Loredana Bertè | 31               | 12               | 1                | 1                  | 2                | 19               | 27               |

#### Cut
Chiusa la fase delle Blind Auditions, nella quinta puntata i coach hanno dovuto scegliere i migliori 6 artisti del proprio team sui 12 selezionati alle audizioni da portare alla fase dei Knockout, in semifinale. 
- Artista che accede ai Knock Out
- Artista eliminato durante i Cut

| Coach                                  | Coach          | Artisti              | Artisti               | Artisti                  | Artisti           | Artisti                    | Artisti              |
| -------------------------------------- | -------------- | -------------------- | --------------------- | ------------------------ | ----------------- | -------------------------- | -------------------- |
|                                        | Arisa          | Filippo Lico         | Elisabetta Candelieri | Mario Rosini             | Bartolomeo Iossa  | Donatella Pandimiglio      | Annarita Delli Ponti |
| Gabriella Ferlito                      | Arisa          | Antonio Martini      | Donatella Chiabrera   | Massimiliano Rigacci     | Marida Semiglia   | Maria Gabriella Zappacosta |                      |
|                                        | Clementino     | Gianluca Calzolari   | Ciro Sciallo          | Vincenzo Biascioli       | Bernardo Lanzetti | Sonia Zanzi                | Giuseppe Maragno     |
| Gianfranco Grottoli e Andrea Vaschetti | Clementino     | Rita Begher          | Francesco Scarcelli   | Leonardo Dotto De' Dauli | Vito Colella      | Luigi Gebiola              |                      |
|                                        | Gigi D'Alessio | Paola Battistata     | Benito Madonia        | Marcello Domenichini     | Danilo Amerio     | Diana Puddu                | Luca Minnelli        |
| Cristiana Ameli                        | Gigi D'Alessio | Roberto Catanzaro    | Massimo Malfatti      | Antonello Tonna          | Marcello Manu     | Larry Franco               |                      |
|                                        | Loredana Bertè | Antonella Grattarola | Claudia Bruni         | Sandro Bertoldini        | Vittorio Centrone | Angela Bini                | Gigi Cifarelli       |
| Antonella Clementi                     | Loredana Bertè | Luisa Capaccioli     | Roberto Testini       | Marco Massa              | Enrico Pogorelz   | Agostino Bucci             |                      |

## Knock Out
La semifinale vede scontrare i 24 talenti rimasti in gara nei Knock Out, i quali determineranno i dodici finalisti del programma. Le sfide si svolgono fra tre concorrenti dello stesso team che si confrontano sul palco cantando ognuno il proprio cavallo di battaglia, il quale alla fine deciderà se far passare uno o due cantanti alla fase finale. Al termine dei K.O. tre concorrenti per squadra arriveranno in finale.
| Ordine | Coach          | Artista               | Canzone (cantante originale)                                                     |
| ------ | -------------- | --------------------- | -------------------------------------------------------------------------------- |
| 1      | Gigi D'Alessio | Benito Madonia        | Senza luce (Dik Dik)                                                             |
| 1      | Gigi D'Alessio | Paola Battistata      | C'era un ragazzo che come me amava i Beatles e i Rolling Stones (Gianni Morandi) |
| 1      | Gigi D'Alessio | Diana Puddu           | Un'emozione da poco (Anna Oxa)                                                   |
| 2      | Arisa          | Bartolomeo Iossa      | A mano a mano (Rino Gaetano)                                                     |
| 2      | Arisa          | Annarita Delli Ponti  | Fortissimo (Rita Pavone)                                                         |
| 2      | Arisa          | Mario Rosini          | In assenza di te (Laura Pausini)                                                 |
| 3      | Loredana Bertè | Claudia Bruni         | Volami nel cuore (Mina)                                                          |
| 3      | Loredana Bertè | Vittorio Centrone     | The Power of Love (Frankie Goes to Hollywood)                                    |
| 3      | Loredana Bertè | Angela Bini           | Come si cambia (Fiorella Mannoia)                                                |
| 4      | Clementino     | Giuseppe Maragno      | L'emozione non ha voce (Adriano Celentano)                                       |
| 4      | Clementino     | Sonia Zanzi           | It's a Man's Man's Man's World (James Brown)                                     |
| 4      | Clementino     | Ciro Sciallo          | Luna rossa (Renzo Arbore)                                                        |
| 5      | Arisa          | Elisabetta Candelieri | E penso a te (Lucio Battisti)                                                    |
| 5      | Arisa          | Filippo Lico          | Guarda che luna (Fred Buscaglione)                                               |
| 5      | Arisa          | Donatella Pandimiglio | The Way We Were (Barbra Streisand)                                               |
| 6      | Gigi D'Alessio | Danilo Amerio         | Cosa resterà degli anni '80 (Raf)                                                |
| 6      | Gigi D'Alessio | Marcello Domenichini  | Desperado (Eagles)                                                               |
| 6      | Gigi D'Alessio | Luca Minnelli         | Miserere (Zucchero, Pavarotti)                                                   |
| 7      | Clementino     | Vincenzo Biascioli    | The Winner Takes It All (ABBA)                                                   |
| 7      | Clementino     | Bernardo Lanzetti     | A chi (Fausto Leali)                                                             |
| 7      | Clementino     | Gianluca Calzolari    | One (U2)                                                                         |
| 8      | Loredana Bertè | Gigi Cifarelli        | The Long and Winding Road (The Beatles)                                          |
| 8      | Loredana Bertè | Antonella Grattarola  | Insieme a te non ci sto più (Caterina Caselli)                                   |
| 8      | Loredana Bertè | Sandro Bertoldini     | It's My Life (Bon Jovi)                                                          |

## Finale
Nella prima fase i 12 finalisti (3 per team) si sfidano su dei brani assegnati loro dai coach, che alla fine di tutte le esibizioni scelgono l'artista migliore del loro team. Nella seconda fase i 4 super-finalisti scelti dai coach si esibiscono col loro cavallo di battaglia o col brano portato alle Blind Audition;  in seguito il pubblico a casa, tramite televoto, decreta alla fine il vincitore del programma.
- Ospiti: Pooh
- Canzoni cantate dall'ospite: Uomini soli/Pensiero/Chi fermerà la musica

Prima fase
- Artista che passa alla seconda fase
- Artista eliminato

| Ordine | Coach          | Artista               | Canzone (cantante originale)    | Televoto |
| ------ | -------------- | --------------------- | ------------------------------- | -------- |
| 1      | Loredana Bertè | Claudia Bruni         | Pensiero stupendo (Patty Pravo) | 4,34%    |
| 2      | Arisa          | Bartolomeo Iossa      | Mi manchi (Fausto Leali)        | 5,89%    |
| 3      | Clementino     | Sonia Zanzi           | The Best (Tina Turner)          | 11,55%   |
| 4      | Gigi D'Alessio | Luca Minnelli         | Caruso (Lucio Dalla)            | 9,78%    |
| 5      | Gigi D'Alessio | Diana Puddu           | È tutto un attimo (Anna Oxa)    | 32,12%   |
| 6      | Loredana Bertè | Vittorio Centrone     | With or Without You (U2)        | 3,39%    |
| 7      | Arisa          | Donatella Pandimiglio | Vorrei che fosse amore (Mina)   | 4,97%    |
| 8      | Clementino     | Gianluca Calzolari    | Certe notti (Luciano Ligabue)   | 1,71%    |
| 9      | Loredana Bertè | Sandro Bertoldini     | Highway to Hell (AC/DC)         | 3,29%    |
| 10     | Gigi D'Alessio | Benito Madonia        | Quando (Pino Daniele)           | 4,40%    |
| 11     | Clementino     | Giuseppe Maragno      | It's Not Unusual (Tom Jones)    | 2,80%    |
| 12     | Arisa          | Mario Rosini          | Ho amato tutto (Tosca)          | 15,74%   |

Seconda fase
- Vincitore
- Secondo classificato
- Terzo classificato
- Quarto classificato

| Ordine | Coach          | Artista       | Canzone (cantante originale)     | Televoto |
| ------ | -------------- | ------------- | -------------------------------- | -------- |
| 1      | Gigi D'Alessio | Luca Minnelli | Con te partirò (Andrea Bocelli)  | 10,44%   |
| 2      | Clementino     | Sonia Zanzi   | Bette Davis Eyes (Kim Carnes)    | 16,11%   |
| 3      | Arisa          | Mario Rosini  | In assenza di te (Laura Pausini) | 28,40%   |
| 4      | Gigi D'Alessio | Diana Puddu   | Ti sento (Matia Bazar)           | 45,06%   |

## Ascolti
| Puntata | Puntata                | Messa in onda    | Ospiti             | Telespettatori | Share  |
| ------- | ---------------------- | ---------------- | ------------------ | -------------- | ------ |
| 1       | Blind Audition 1       | 16 febbraio 2024 | Haiducii           | 3 557 000      | 21,48% |
| 2       | Blind Audition 2       | 23 febbraio 2024 | Patty Pravo        | 3 823 000      | 23,04% |
| 3       | Blind Audition 3       | 1º marzo 2024    | Michele Zarrillo   | 3 739 000      | 23,16% |
| 4       | Blind Audition 4       | 8 marzo 2024     | –                  | 3 548 000      | 22,63% |
| 5       | Blind Audition 5       | 15 marzo 2024    | Maria Teresa Reale | 3 673 000      | 23,24% |
| 6       | Knock Out - Semifinale | 22 marzo 2024    | Anggun             | 3 459 000      | 22,08% |
| 7       | Finale                 | 5 aprile 2024    | Pooh               | 3 679 000      | 23,45% |
| Media   | Media                  | Media            | Media              | 3 640 000      | 22,72% |